# 西莱瓦达
西莱瓦达（Sillewada），是印度马哈拉施特拉邦那格浦尔县的一个城镇。总人口8503（2001年）。

## 人口
该地2001年总人口8503人，其中男性4532人，女性3971人；0—6岁人口1037人，其中男579人，女458人；识字率74.64%，其中男性为79.61%，女性为68.98%。